# Stay the Night (Alcazar)
Stay the Night è un singolo del gruppo musicale eurodance svedese Alcazar, pubblicato il 3 marzo 2009 dall'etichetta discografica Universal.
La canzone che ha dato il titolo al singolo è stata scritta da Anders Hansson, Mårten Sandén, Andreas Lundstedt, Therese Merkel e Lina Hedlund ed è stata estratta come singolo dall'album Disco Defenders.
Il singolo ha riscosso un buon successo in Svezia, raggiungendo la seconda posizione della classifica dei singoli locale.

## Tracce
1. Stay the Night (Radio Edit) - 3:02
2. Stay the Night (Karaoke Version) - 3:02

## Classifiche
| Classifica (2009) | Posizione raggiunta |
| ----------------- | ------------------- |
| Svezia            | 2                   |